# Newstead Abbey
Pour les articles homonymes, voir Abbey.
Newstead Abbey, près de Nottingham, est à l'origine un prieuré d'Augustins, avant d'être célèbre pour être la maison de famille de Lord Byron.

## Histoire
Le prieuré Sainte-Marie de Newstead, de l’ordre de Saint-Augustin, est fondé par le roi Henri II d'Angleterre vers 1170, en repentance du meurtre de saint Thomas Becket.
Il est supprimé en 1539 dans le cadre de la politique de dissolution des monastères entreprise par Henri VIII. 
Le roi donne le domaine à la famille Byron, qui le transforme en résidence d’agrément.
Au XVIIIe siècle, un violent conflit de famille oppose William, 5e baron Byron of Rochdale, à son fils qui épouse sa cousine germaine malgré son opposition; afin de se venger, le père entreprend de ruiner le domaine afin de ne lui laisser que des dettes et des biens dépréciés, manœuvre qui échoue du fait que son fils et son petit-fils meurent avant lui.
En conséquence, à sa mort au printemps 1798, la propriété fort délabrée échoit à son petit-neveu, le célèbre Lord Byron, alors âgé de dix ans. Le domaine, loué un temps à un certain lord Grey, fait grande impression au futur poète, qui y voit un "tombeau cloîtré de guerriers, de moines et  de châtelaines, dont les ombres pensives glissent autour de tes ruines" (Hours of Idleness). Il y vit, y installe son ours "domestique", s’efforce de le restaurer, mais endetté et ne pouvant y parvenir est contraint de le mettre en vente en 1812. 
Après plusieurs tentatives il ne trouve un acquéreur qu'en 1817 en la personne du riche Thomas Wildman, qui restaure les bâtiments de l’abbaye; le domaine est revendu par sa veuve en 1861. 
Il passe ensuite en plusieurs mains avant d’être donné à la ville de Nottingham en 1931. Lacs, jardins et parc contribuent à rendre l'endroit plaisant.
À une date inconnue (années 1930 ?) un certain J. Howard a photographié, de l'intérieur de l'église abbatiale, une  massive porte en bois médiévale ouverte sur un petit porche, lui-même fermé par un portillon de bois (épreuve  signée, légendée et encadrée - coll. pers).